# 皮夫內韋
49°9′25″N 38°26′28″E / 49.15694°N 38.44111°E
皮夫内韋（烏克蘭語：Півневе）是位於烏克蘭東部的村莊，由盧甘斯克州北頓涅茨克區的魯比日內市鎮負責管轄。該村始建於1953年，面積0.22平方公里，海拔高度138米，2001年人口74，人口密度每平方公里336.4人。